# Breitenburgboskap
Breitenburgboskap är en tysk nötkreatursras vars avelsområde är Kreis Steinburg i Holstein.
Breitenburgboskap är rödbrokig och av kombinerad mjölk- och gödtyp. Den påminner om Svensk röd och vit boskap.